# ويليام توماس لوكاس
ويليام توماس لوكاس هو سياسي كندي، ولد في 26 يوليو 1875 في كندا، وتوفي في 27 مارس 1973 في بيتيربوروغ في كندا. حزبياً، نشط في إتحاد مزارعي ألبرتا ‏. وقد انتخب عضو مجلس العموم الكندي.